# Томас Тауншенд, 1-й віконт Сіднея
Томас Тауншенд, 1-й віконт Сіднейський PC (англ. Thomas Townshend; (24 лютого 1733 , Кент  — 30 червня 1800 , Sidcupd, Великий Лондон ) — британський політик, який обіймав посаду члена Палати громад з 1754 по 1783 роки, коли він отримав звання барона Сіднея. Також обіймав кілька важливих посад у кабінеті міністрів у другій половині XVIII століття. Міста Сідней у Новій Шотландії, Канада, та Сідней у Новому Південному Уельсі, Австралія, були названі на його честь у 1785 та 1788 роках відповідно.

## Походження та навчання
Тауншенд народився 1733 року в Рейнхемі, Норфолк, у сім'ї Томаса Тауншенда, який був другим сином Чарльза Тауншенда, 2-го віконта Тауншенда, також відомого як «Ріпа» Тауншенда за його сільськогосподарські інновації. Матір'ю Томаса Тауншенда молодшого була Альбінія, донька Джона Селвіна. Здобув освіту в коледжі Клер у Кембриджі.

## Політична кар'єра

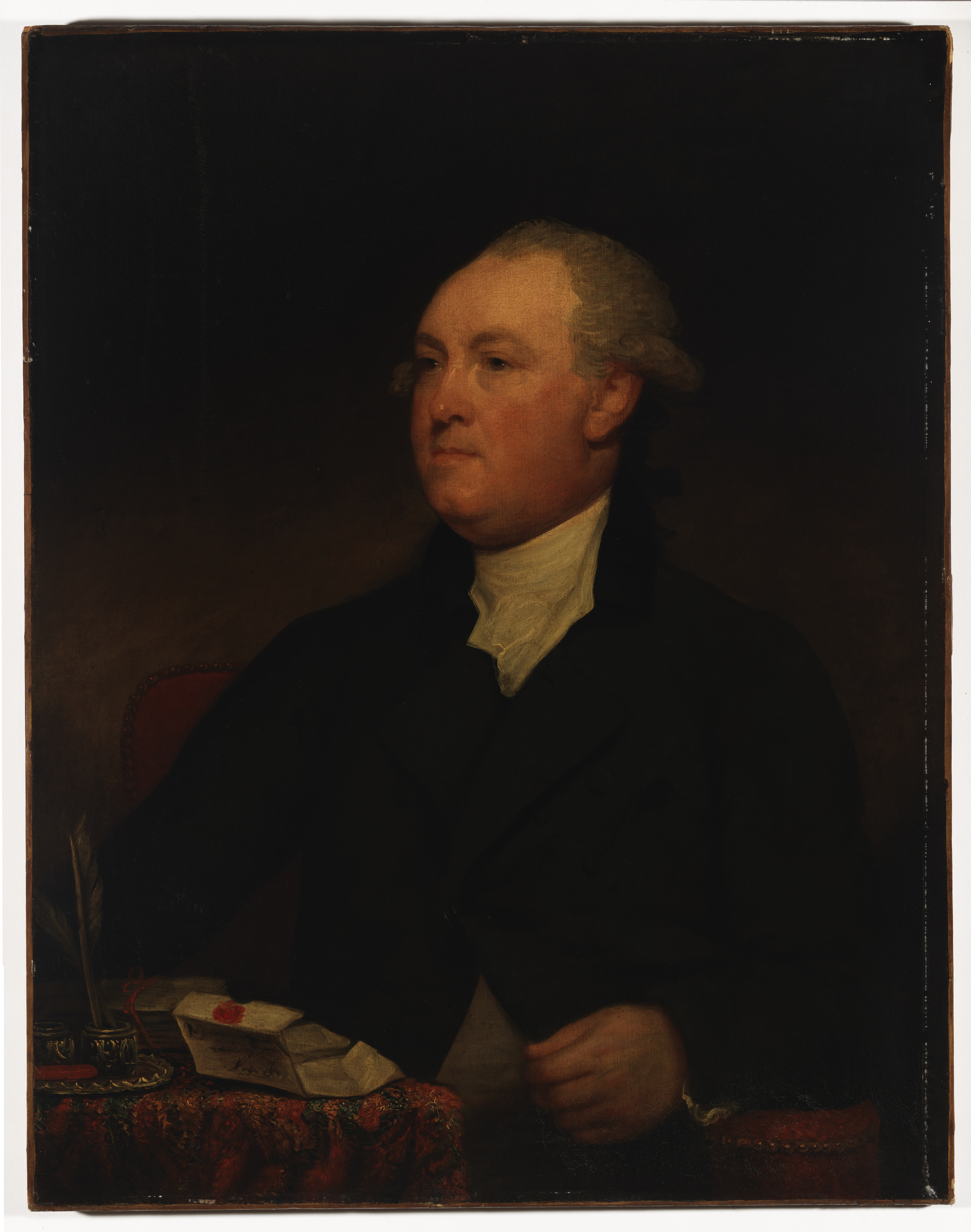
Портрет Томаса Тауншенда, 1-го віконта Сіднея (1732—1800), американського художника Гілберта Стюарта (близько 1785 року, полотно, олія)

Тауншенд був обраний до Палати громад Сполученого Королівства у 1754 році як член партії вігів від Вітчерча в Гемпширі, і займав це місце до свого підвищення в ранг перства в 1783 році. Спочатку Томас приєднався до свого двоюрідного дядька герцога Ньюкасла, але пізніше приєднався до Вільяма Пітта Старшого в опозиції до британського прем'єр-міністра Джорджа Гренвілла.
З 1761 по 1762 рік Томас Тауншенд обіймав посади діловода Принца Уельського (1756—1760) і діловода Зеленого Сукна. У 1765 році він також був призначений лордом казначейства в першому міністерстві Рокінгема і продовжував працювати на цій посаді в адміністрації Пітта (тоді лорда Чатема) до грудня 1767 року, коли увійшов до складу Таємної ради та співказначеєм збройних сил. Під час служіння лорда Чатема та герцога Графтона він підтримував позицію свого двоюрідного брата Чарльза Тауншенда щодо американської програми доходів. У червні 1768 року Тауншенд був змушений піти з посади під тиском Графтона, який хотів, щоб Рігбі як казначея збройних сил здобув прихильність герцога Бедфордського.
Таунсенд залишався в опозиції до кінця служіння лорда Фредеріка Норта і часто виступав у Палаті громад проти війни за незалежність США. Хоча він не мав тісних зв'язків з партією, він був схильний до чатамітів. Він знову обійняв посаду військового секретаря у другому міністерстві Рокінгема. Коли лорд Шелберн став прем'єр-міністром у липні 1782 року, Тауншенд змінив його на посаді міністра внутрішніх справ і став лідером палати громад.
Серед питань, що вимагали уваги, які новий міністр успадкував від Шелберна, була схема нападу на іспанські володіння в Південній Америці. У меморандумі, який Шелберн написав йому в цей час, перераховуючи питання, які вимагали його термінової уваги, говорилося: «Підготовка та плани для Західної Індії [Іспанської Америки]. Необхідно розпочати експедиції — майор Далрімпл має план проти іспанських поселень». За допомогою в плануванні експедиції Тауншенд звернувся до капітана Артура Філіпа. План, розроблений Філіпом і затверджений Тауншендом у вересні 1782 року, передбачав використання ескадри з трьох лінійних кораблів і фрегата для рейду на Буенос-Айрес і Монте-Відео, а звідти продовжити шлях до узбережжя Чилі, Перу та Мексики для мародерства і, зрештою, перетнути Тихий океан, щоб приєднатися до британської Ост-Індської ескадри для нападу на Манілу, столицю іспанських Філіппін.
Експедиція відпливла 16 січня 1783 року під командуванням коммодора сера Роберта Кінгсмілла. Філліп отримав командування одним із лінійних кораблів, 64-гарматним HMS Європа, або Європа. Незабаром після відплиття між Великою Британією та Іспанією було укладено перемир'я. Філіп перевіз Європу до Індії, щоб приєднатися до британської Ост-Індської ескадри, але після свого повернення до Англії в квітні 1784 року він підтримував тісний контакт з Тауншендом (тепер лорд Сідней) і заступником міністра внутрішніх справ Еваном Непіном. З жовтня 1784 року по вересень 1786 року він був найнятий Непеаном, який відповідав за Секретну службу, пов'язану з державами Бурбонів, Францією та Іспанією, щоб шпигувати за французькими військово-морськими арсеналами в Тулоні та інших портах.
Тауншенд був призначений бароном Сіднеєм Чізлгерстським і увійшов до Палати лордів 6 березня 1783 року. Спочатку він запропонував назвати свій титул бароном Сідні на честь свого родича, відомого супротивника королівської тиранії, Олджернона Сідні, але він хвилювався, що інші члени його родини можуть претендувати на нього, а потім запропонував варіант Сіденхем — назву села поблизу свого дому в Кенті, перш ніж оселитися в Сіднеї. Він виступав проти коаліції Фокс-Норт і повернувся на політичну посаду разом з Піттом, обіймаючи посаду міністра внутрішніх справ з 1783 по 1789 рік.
У Канаді місто Сідні на острові Кейп-Бретон (нині провінція Нова Шотландія), був заснований британським полковником. Джозеф Фредерік Воллет ДеБаррес у 1785 році та названий на честь Томаса Тауншенда, 1-го віконта Сіднея (на той час міністра внутрішніх справ у британському кабінеті). Лорд Сідней призначив полковника ДеБарра губернатором нової колонії острова Кейп-Бретон.
Після втрати Тринадцяти колоній Сідней, як міністр внутрішніх справ в уряді Пітта, мав розробити план поселення каторжників у Ботанічній затоці. Він мав вплив на вибір губернатором Артура Філіпа. 26 січня 1788 року Філіп назвав Сідней Коув на честь віконта Сіднея, і поселення стало відомим як Сідней Таун. У 1789 році Тауншенд був призначений віконтом Сіднея.
Незважаючи на те, що колонізація Нового Південного Уельсу була лише одним із багатьох обов'язків державного секретаря, Сідней був визнаний «Орієнтатором плану колонізації Нового Південного Уельсу» Дейвідом Коллінзом, який присвятив свій звіт про англійську колонію в Новому Південному Уельсі цими словами. Коллінз писав, що «доброзичливий розум» Сіднея спонукав його «придумати цей метод спокутування багатьох життів, які можуть бути страчені через порушення Закону; але які, будучи амністованими згідно з благотворними правилами, можуть згодом стати корисними для суспільства»; і для Сіднея «Патріотизм план відкрив перспективу комерційної та політичної переваги». Вибравши ім'я «Сідней», коли він був підвищений до рангу пера у 1783 році, Томас Тауншенд продемонстрував свою гордість за походження з родини Сідні, яка відрізнялася своїй несприйняттям абсолютизму Стюартів.
Сідней вважав себе вігом, маючи на увазі, що він виступає проти будь-якого розширення влади та авторитету королівської прерогативи. Назва «Сідней» (з особливим посиланням на Олджернона Сіднея, пом. 1683) була синонімом у політичному лексиконі XVIII століття для опозиції до тиранії та абсолютизму. Цілком ймовірно, що Сідні знав про свого видатного пращура, Олджернона, який Сідні характеризував засновників імперського Риму: «Таким чином ми знаходимо кількох людей, які збираються разом на березі Тибру, вирішивши побудувати місто та заснувати уряд з-поміж себе». Сідней відповідав за уведення в новій колонії конституції та судової системи, придатної для колонії вільних громадян, а не для в'язниці.
За другим дорученням Філіпа від 2 квітня 1787 року Томаса Тауншенда було призначено губернатором колонії з цивільним урядом, а не каторжного поселення з військовим урядом. Губернаторська комісія разом із хартією правосуддя колонії, що встановлює правовий режим, створила в Новому Південному Уельсі колонію, жителі якої користувалися всіма правами та обов'язками англійського законодавства, де рабство було забороненим.

## Особисте життя
У 1760 році Сідней одружився з Елізабет, донькою члена парламенту Річарда Повіса. Томас Тауншенд помер у червні 1800 року на 68-му році життя. Його всі титули успадкував син Джон. Сідні був похований у каплиці Скедбері в парафіяльній церкві Святого Миколая в Чізлгерсті на південному сході Лондона, де можна побачити велику меморіальну дошку на його честь Віконтеса Сідней померла в травні 1826 року на 91-му році життя, переживши чоловіка більш як на чверть століття.
Їхня донька Мері (померла 1821 року) вийшла заміж за Джона Пітта, 2-го графа Чатема, але не мала дітей.

## Репутація
Репутація Сіднея постраждала від націоналістичної школи австралійських істориків, таких як Меннінг Кларк. У своїй впливовій «Історії Австралії» (Melbourne University Press, 1961) Кларк писав: «Містер Томас Тауншенд, якого зазвичай називають Томмі Тауншендом, завдячував своїй політичній кар'єрі дуже впливовому походженню та значним можливостям у парламенті, що сприяло його особистому не менше, ніж його політичне підвищенню, бо його здібності, хоч і гідні поваги, навряд чи були вищими посередності». Інші письменники зображували Сіднея як жорстоке чудовисько, яке відправляє нещасних каторжників на далекий край землі.
Сідні можна описати, за мірками свого часу, як освіченого та прогресивного політика. Він не підтримував Американської революції, але був рішучим противником війни, яку він вважав безглуздою та марно тривалою під час служіння лорда Норта. Як міністр внутрішніх справ і міністр закордонних справ Томас Тауншенд брав активну участь у розвитку Канади та розселенні біженців, які втікали від нетерпимих повстанців. Місто Сідней у Новій Шотландії названо на його честь на згадку про його зусилля від імені лояльних поселенців Канади. У аналогічній ситуації для королівських містечок колонії Верхня Канада, що ще не була сформована, вулиці поселення лоялістів Об'єднаної імперії в Корнволлі в Онтаріо, у 1784 році були названі Пітт-стріт та Сідней-стріт на честь прем'єр-міністра та міністра закордонних справ.
У 1986 році, перед святкуванням 200-річчя Австралії, Сідней був вшанований на поштовій марці, випущеній Поштою Австралії, із зображенням портрета.  У 1992 році королева Єлизавета II відкрила бронзовий і мармуровий монумент на честь Першого флоту та віконта Сіднея на Сіднейській площі біля Сіднейської ратуші.
Нещодавно репутація Сіднея була переглянута австралійськими істориками. Алан Аткінсон писав у «Європейцях в Австралії» (Oxford University Press, 1997): «Тауншенд був аномалією в британському кабінеті, і його ідеї були певною мірою старомодними… Він давно цікавився тим, як імперія може бути посередником британських свобод у традиційному розумінні». Він дотримувався думки, що засудженим слід надати можливість викупити себе через участі у самоврядуванні у виправних колоніях, таких як Новий Південний Уельс. Відома заява губернатора Філіпа про те, що «в новій країні не буде рабства, а отже, і рабів», є точним відображенням філософії Сіднея. Документи Сіднея зберігаються в Бібліотеці Вільяма Л. Клементса Мічиганського університету.

## Хронологія
- 1733, 24 лютого: народження;
- 1754: увійшов до Палати громад як депутат від Вітчерча на 29 років до 1783 року;
- 1756: Секретар родини принца Уельського;
- 1760, 19 травня: одружився з Елізабет Повіс (нар. 1736 — пом. 1826), пізніше служила леді покоїв королеви Шарлотти;
- 1761, 21 березня: один із секретарів правління Зеленої Сукна, поки він не пішов у відставку в грудні 1762 року;
- 1765, 12 липня: 4-й лорд казначейства, під керівництвом лорда Джона Кавендіша, під керівництвом Вільяма Даудсвелла (канцлера казначейства), під керівництвом 2-го маркіза Рокінгема (1-й лорд казначейства та прем'єр-міністр);
- 1766, 2 серпня: 3-й лорд казначейства під керівництвом Чарльза Тауншенда (канцлера казначейства), під керівництвом герцога Графтона (1-й лорд казначейства);
- 1767, 23 грудня: Начальник армії під керівництвом Вільяма Пітта старшого до червня 1768 року;
- 1767, 23 грудня: став членом Таємної ради;
- 1782, 30 березня: Військовий міністр при 2-му міністерстві Рокінгема до 10 липня 1782 року;
- 1782, 10 липня: Лідер Палати громад під міністерством графа Шелберна до 2 квітня 1783 року;
- 1782 р., 10 липня: міністр внутрішніх справ (і міністр колоній), під керівництвом Вільяма Шелберна до 2 квітня 1783 року;
- 1783, 6 березня: Надано титул барона Сіднея та увійшов до Палати лордів;
- 1783, 23 грудня: міністр внутрішніх справ (і міністр колоній) при Вільямі Пітті молодшому до 5 червня 1789 року;
- 1783: Лідер Палати Лордів під керівництвом Пітта молодшого до 1789 року;
- 1784: перший президент ради контролю Британської Ост-Індської компанії до 1790 року;
- 1784: 5 березня: президент Комітету з торгівлі та іноземних плантацій (еквівалент державного секретаря торгівлі та промисловості) до 23 серпня 1786 року;
- 1785: Сідней в (Кейп-Бретон) Нова Шотландія був названий на його честь полковником Джозефом Фредеріком Валлет ДеБарресом;
- 1788, 26 січня: Губернатор Артур Філіп назвав Сіднейську бухту в Новому Уельсі (Австралія(його ім'ям;
- 1789: Підвищений до 1-го віконта Сіднея Чизлгерста, Кент;
- 1793: заступник лейтенанта Кента;
- Протягом деякого періоду Томас Тауншенд також був губернатором Хартії;
- 1800, 30 червня: помер удома у Фрогнал Гаусі.